# G. H. Mulcaster
G. H. Mulcaster (Londres, 27 de junho de 1891 – 19 de janeiro de 1964, Inglaterra) foi um ator britânico. Ele foi pai do também ator Michael Mulcaster.

## Filmografia selecionada
- Mist in the Valley (1923)
- The Squire of Long Hadley (1925)
- A Girl of London (1925)
- The Wonderful Wooing (1925)
- The Iron Duke (1934)
- Second Bureau (1936)